# بایومد مرکزی

لوگوی بایومد مرکزی تا سال ۲۰۱۸

بایومد مرکزی یک ناشر دارای دسترسی آزاد علمی انتفاعی بریتانیا است. بایومد مرکزی بیش از ۲۵۰ مجله علمی منتشر می‌کند. تمام نشریه‌های بایومد مرکزی فقط به صورت برخط منتشر می‌شوند. این انتشارات خود را به عنوان اولین و بزرگترین ناشر علوم با دسترسی آزاد معرفی می‌کند و متعلق به اشپرینگر نیچر است.

## پایگاه‌های داده
این شرکت همچنین میزبان پایگاه‌های داده‌ای زیست‌پزشکی، از جمله آزمایشات کنونی کنترل شده و پایگاه داده‌ای از آزمایشات بالینی است. کتابخانه تصاویر زیست‌شناسی و پایگاه داده‌های موردی، پایگاه داده‌ای پرونده‌های گزارشهای موردی پزشکی در سال ۲۰۱۴ بسته شدند.